# Hideki Maeda
Hideki Maeda (Kyoto, Japó, 13 de maig de 1954) és un exfutbolista japonès.

## Selecció japonesa
Hideki Maeda va disputar 65 partits amb la selecció japonesa.